# ایسمنه ۱۹۰

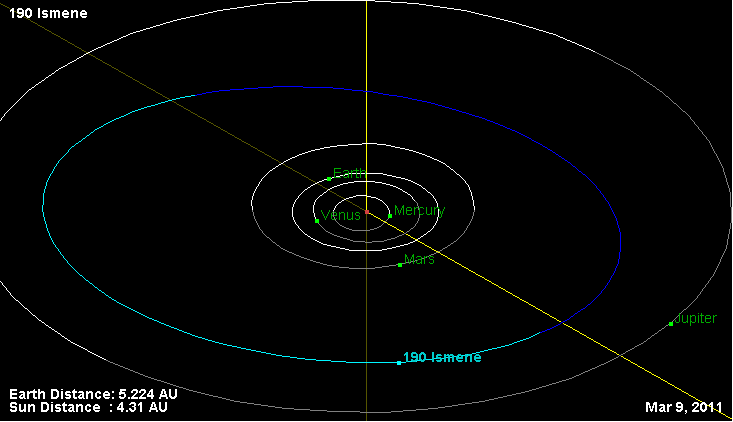
نمایی از محل قرارگیری سیارک ایسمنه ۱۹۰ در مدار – ۲۰۱۱

سیارک ۱۹۰ (به انگلیسی: 190 Ismene) صد و نودمین سیارک کشف شده‌است که در ۲۲ سپتامبر ۱۸۷۸ کشف شد.
قدر مطلق سیارک برابر ۷٫۵۹ است.